# ATC (M03)
Jest to część klasyfikacji anatomiczno-terapeutyczno-chemicznej:
- M – Układ mięśniowo-szkieletowy
  - M 01 – Leki przeciwzapalne i przeciwreumatyczne
  - M 02 – Leki do stosowania miejscowego w bólach stawów i mięśni
  - M 03 – Leki zwiotczające mięśnie
  - M 04 – Leki przeciw dnie
  - M 05 – Leki stosowane w chorobach układu kostnego
  - M 09 – Inne leki stosowane w zaburzeniach układu mięśniowo-szkieletowego

Obejmuje ona leki zwiotczające mięśnie:

## M 03 A – Leki zwiotczające mięśnie działające obwodowo
- M 03 AA – Alkaloidy kurary
  - M 03 AA 01 – alkuronium
  - M 03 AA 02 – tubokuraryna
  - M 03 AA 04 – dimetylotubokuraryna
- M 03 AB – Pochodne choliny
  - M 03 AB 01 – suksametonium
- M 03 AC – Inne czwartorzędowe związki amoniowe
  - M 03 AC 01 – pankuronium
  - M 03 AC 02 – gallamina
  - M 03 AC 03 – wekuronium
  - M 03 AC 04 – atrakurium
  - M 03 AC 05 – heksafluronium
  - M 03 AC 06 – pipekuronium
  - M 03 AC 07 – doksakurium
  - M 03 AC 08 – fazadynium
  - M 03 AC 09 – rokuronium
  - M 03 AC 10 – miwakurium
  - M 03 AC 11 – cisatrakurium
- M 03 AX – Inne
  - M 03 AX 01 – toksyna botulinowa

## M 03 B – Leki zwiotczające mięśnie działające ośrodkowo
- M 03 BA – Estry kwasu karbaminowego
  - M 03 BA 01 – fenprobamat
  - M 03 BA 02 – karyzoprodol
  - M 03 BA 03 – metokarbamol
  - M 03 BA 04 – styramat
  - M 03 BA 05 – febarbamat
  - M 03 BA 51 – fenprobamat w połączeniach (z wyłączeniem psycholeptyków)
  - M 03 BA 52 – karyzoprodol w połączeniach (z wyłączeniem psycholeptyków)
  - M 03 BA 53 – metokarbamol w połączeniach (z wyłączeniem psycholeptyków)
  - M 03 BA 71 – fenprobamat w połączeniach (łącznie z psycholeptykami)
  - M 03 BA 72 – karyzoprodol w połączeniach (łącznie z psycholeptykami)
  - M 03 BA 73 – metokarbamol w połączeniach (łącznie z psycholeptykami)
- M 03 BB – Pochodne oksazolu, tiazolu i triazolu
  - M 03 BB 02 – chloromezanon
  - M 03 BB 03 – chlorozoksazon
  - M 03 BB 52 – chloromezanon w połączeniach (z wyłączeniem psycholeptyków)
  - M 03 BB 53 – chlorozoksazon w połączeniach (z wyłączeniem psycholeptyków)
  - M 03 BB 72 – chloromezanon w połączeniach (łącznie z psycholeptykami)
  - M 03 BB 73 – chlorozoksazon w połączeniach (łącznie z psycholeptykami)
- M 03 BC – Etery o budowie chemicznej podobnej do leków antyhistaminowych
  - M 03 BC 01 – orfenadryna (cytrynian)
  - M 03 BC 51 – orfenadryna w połączeniach
- M 03 BX – Inne
  - M 03 BX 01 – baklofen
  - M 03 BX 02 – tyzanidyna
  - M 03 BX 03 – prydynol
  - M 03 BX 04 – tolperyzon
  - M 03 BX 05 – tiokolchikozyd
  - M 03 BX 06 – mefenezyna
  - M 03 BX 07 – tetrazepam
  - M 03 BX 08 – cyklobenzapryna
  - M 03 BX 09 – eperyzon
  - M 03 BX 30 – feniramidol
  - M 03 BX 53 – prydynol w połączeniach
  - M 03 BX 55 – tiokolchikozyd w połączeniach

## M 03 C – Leki zwiotczające mięśnie działające bezpośrednio
- M 03 CA – Dantrolen i pochodne
  - M 03 CA 01 – dantrolen